# 90 (tal)
90 (Halvfems, Halvfemsindstyve) er:
- Det naturlige tal efter 89, derefter følger 91
- Et heltal

Halvfems kommer af halvfemsindstyve, en sammensætning af halvfemte (der betyder 4½, ligesom halvanden betyder 1½), sinde (gange) og tyve, altså egentlig '4½ gange tyve'.
4½ × 20 = 90

## Andet
- I traditionelt dansk banko-spil har tallet 90 den populære betegnelse "gamle Ole".
- Et nyfødt pindsvin har omkring 90 bløde, hvide pigge.